# 隠れん坊 オンライン
隠れん坊 オンライン（かくれんぼう オンライン、英語: Hide.io）は、iGeneより配信されている3Dアクションゲームである。App StoreとGoogle Playにて配信されている。基本プレイ無料で、アプリ内課金がある。
プレイヤーは、複数のマップでゴミ箱や冷蔵庫などの物に変身して隠れるチームとそれを見つけだす鬼チームにランダムに分けられ、オンラインでかくれんぼをする。基本的なルールはかくれんぼに準じており、制限時間内に全員見つけだせれば鬼チーム、見つけられなければ隠れるチームの勝利となる。隠れている間にも移動することが可能である。鬼はフィールド上の物をタップすることで隠れているプレイヤーを見つけることができるが、プレイヤーでない物をタップしてしまうとライフが減ってしまい、ライフが0になると観戦者モードになってしまう。さらに、隠れチームでは、変身した後にもう一度モノを変更できるが、それ以降は変身不可となる。鬼側に倒された時でも、試合が残り130秒かつ75%の確率で復活可能。
また、ブロックワールドでは、鬼同士が戦ってパンチをして相手を倒すと言うもの。それは、YouTuberの「じゃっく」氏によって考案されたもので、バージョン33.0.2で追加された。
かくれんぼの舞台となるフィールドは「学校」や「空港」などのコンセプトがあり、フィールドごとに変身することができる物の種類も変わる。ゲームをプレイすることで「コイン」を入手することができ、これを消費して変身できる物の種類を増やすこともできる。
Engadget日本版では、本作について、「鬼に見つからずに逃げ切るスリルと、息を潜めて隠れているプレイヤーを見つけ出す快感」という「かくれんぼの魅力」が詰め込まれた作品であると評している。